# Polzada
La polzada (abreviat ″) és una unitat de longitud actualment equivalent a 25,4 mm.
La polzada era una antiga mesura de longitud antropomètrica corresponent a l'amplària de la primera falange, en concret la distal, d'un dit polze. Era equivalent a la dotzena part d'un peu o a entre 23 mm i 27,1 mm. El valor exacte variava en diferents estats i, fins i tot, en diferents regions del mateix estat i en diferents dates. La polzada fou substituïda a gran part del món per les unitats del Sistema Internacional (SI), excepte als Estats Units i altres petits països.
Com que la polzada no és una unitat del sistema mètric decimal, els submúltiples no s'obtenen per divisió per 10, sinó per múltiples de 2. En una escala en polzades hom troba les fraccions 1/2″, 1/4″, 1/8″, 1/16″ i 1/32″ i els seus múltiples, per exemple 3/8″, 5/8″, 3/4″ o 7/8″. Per tant, no es troben valors com 0,1″ o 0,6″.

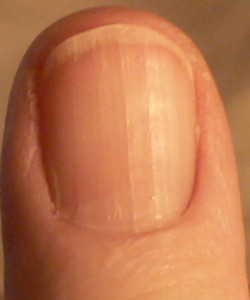
L'amplada del polze d'un home és la longitud d'una polzada.

## Història
La polzada deriva de l'antic unitat llatina uncia, equivalent a «una dotzena part» d’un peu romà. A partir de la columna de Marc Aureli situada a la Piazza Colonna de Roma (columna centenaria, de 100 peus romans d'alçada), el peu romà mesurava 292,6 mm i, per tant, una uncia valia 292,6 mm/12 = 24,68 mm. A l'edat mitjana a Catalunya s'emprà el peu equivalent a 293,76 mm, en conseqüència, una uncia equivalia a 293,76 mm/12 = 24,48 mm.
L’antiga ince o ynce anglesa, de la qual deriva l'actual inch, fou definida pel rei David I d’Escòcia cap a l'any 1150 com l’amplada de la base de l'ungla del polze d’un home. Per assegurar-ne la consistència, la mesura es determinava sumant l’amplada del polze de tres homes —un de petit, un de mitjà i un de gran— i dividint el resultat entre tres. Durant el regnat del rei Eduard II d'Anglaterra, a principis del segle xiv, la polzada es definí com «tres grans d’ordi, secs i arrodonits, col·locats un rere l’altre en sentit longitudinal». En diversos períodes, la polzada també ha estat definida com la longitud combinada de dotze llavors de rosella.

El 1958, una conferència de nacions de parla anglesa acordaren unificar els seus estàndards de longitud i massa, i definir-los en termes de mesures del sistema mètric decimal. La iarda americana (0,914 401 83 m) s'escurçà un poc (0,000 001 83 m) i, com a resultat, la iarda imperial (0,914 383 44 m) s'allargà 0,000 016 56 m. El valor aprovat fou de 0,9144 m. Els nous factors de conversió es publicaren l'any 1959 a la Federal Register Notice 59-5442 (June 30, 1959), que estableix la definició d'una polzada estàndard: El valor de la polzada, derivat del valor de la iarda a partir de l'1 de juliol de 1959, equival exactament a 25,4 mm (1 iarda/36).

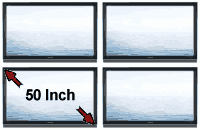

## Usos
La polzada s'utilitza actualment per a les dimensions de les pantalles de televisors, telèfons intel·ligents, tauletes tàctils... essent la longitud de la diagonal de la pantalla. Així, per exemple, hom troba actualment ordinadors portàtils amb pantalles de 15,6″, 17,3″, 39,6″, etc. Igual com per a productes dels quals l'estàndard industrial prové dels Estats Units, com per exemple el disc dur de 3,5 polzades o l'elapé de 12”.

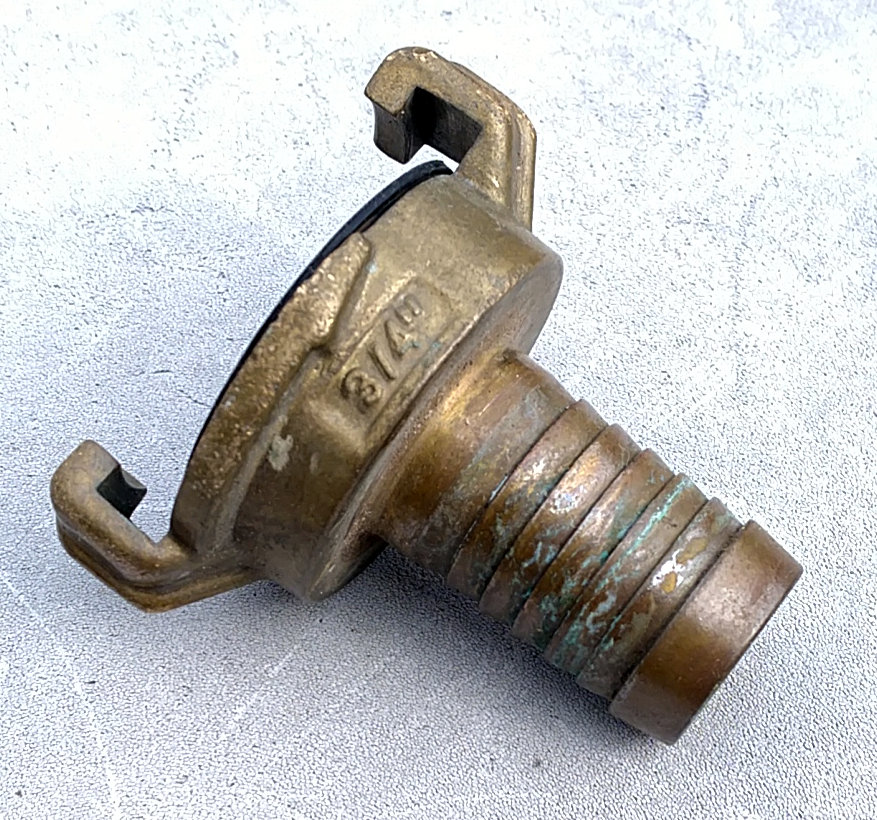
Acoblament de mànega de 3/4″.

Les rodes de les bicicletes es continuen fabricant amb mides estàndard donades en polzades. Per exemple les rodes més habituals de bicicletes tenen diàmetres de 14″, 20″, 24″, 26″, 27″ i de 29″. Lles llandes de les rodes dels vehicles de motor també tenen amplades que venen donades amb polzades, pels cotxes de 4″ a 12½″, Els tubs emprats en fontaneria, així com claus de pas i d'altres peces, es continuen fabricant amb mides donades en polzades. Per a la llar s'empren peces de diàmetre interior de 3/8″, 1/2″, 3/4″, etc. També per diàmetres de caragols amb rosques del sistema Whitworth i els rosques de fluids del tipus Whitworth gas.

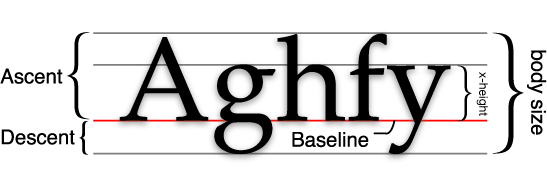
Termes tipogràfics. Les altures, amplades i separacions es mesuren en punts, 1 pt = 1/72″. Una lletra de 12 pt té una alçada total de 12/72·25,4 mm = 4,23 mm.

El punt tipogràfic (pt) és la unitat més petita i també la més utilitzada avui dia per concretar la mida, l'espaiat i la interlínia dels textos. Els fabricants moderns de tipus de lletres, que ja són totes digitals, encara conserven aquest sistema de dimensions tradicional, actualment l'estàndard. Així, quan hom diu que un text és a 12 punts, es fa referència a l'alçada d'una de les cares del bloc de metall on figuraria el caràcter si s'hagués fabricat amb l'antic sistema de tipus mòbils d'impremta. El punt DTP (desktop publishing) o punt PostScript correspon a 1/72″, i com que una polzada equival a 25,4 mm, el punt DTP representa 0,353 mm.
La definició d'una impressora o d'una pantalla s'expressa en ppp, això és punts per polzada (en anglès dots per inch o DPI). És la unitat habitual d'escaneig de documents gràfics corresponent al nombre de punts o de píxels que són escanejats per cada polzada lineal. En teledetecció s'utilitza per a indicar la qualitat (com més punts o píxels, més qualitat) en mapes de paper o en fotografies aèries analògiques que han estat escanejats.

## Equivalències
La polzada imperial segueix en ús, encara que està confinada sobretot als Estats Units. Al Regne Unit la transició al sistema mètric decimal s'ha fet parcialment i els dos sistemes cohabiten, sobretot per persones grans. Els britànics antieuropeus veuen en el sistema mètric un símbol de l'«imperialisme europeu», i el refusen per raons emocionals, malgrat que facilita els càlculs. El Regne Unit continua fent negocis amb l'Europa continental en mètric i amb els Estats Units en mesures imperials.

### Actualment en ús

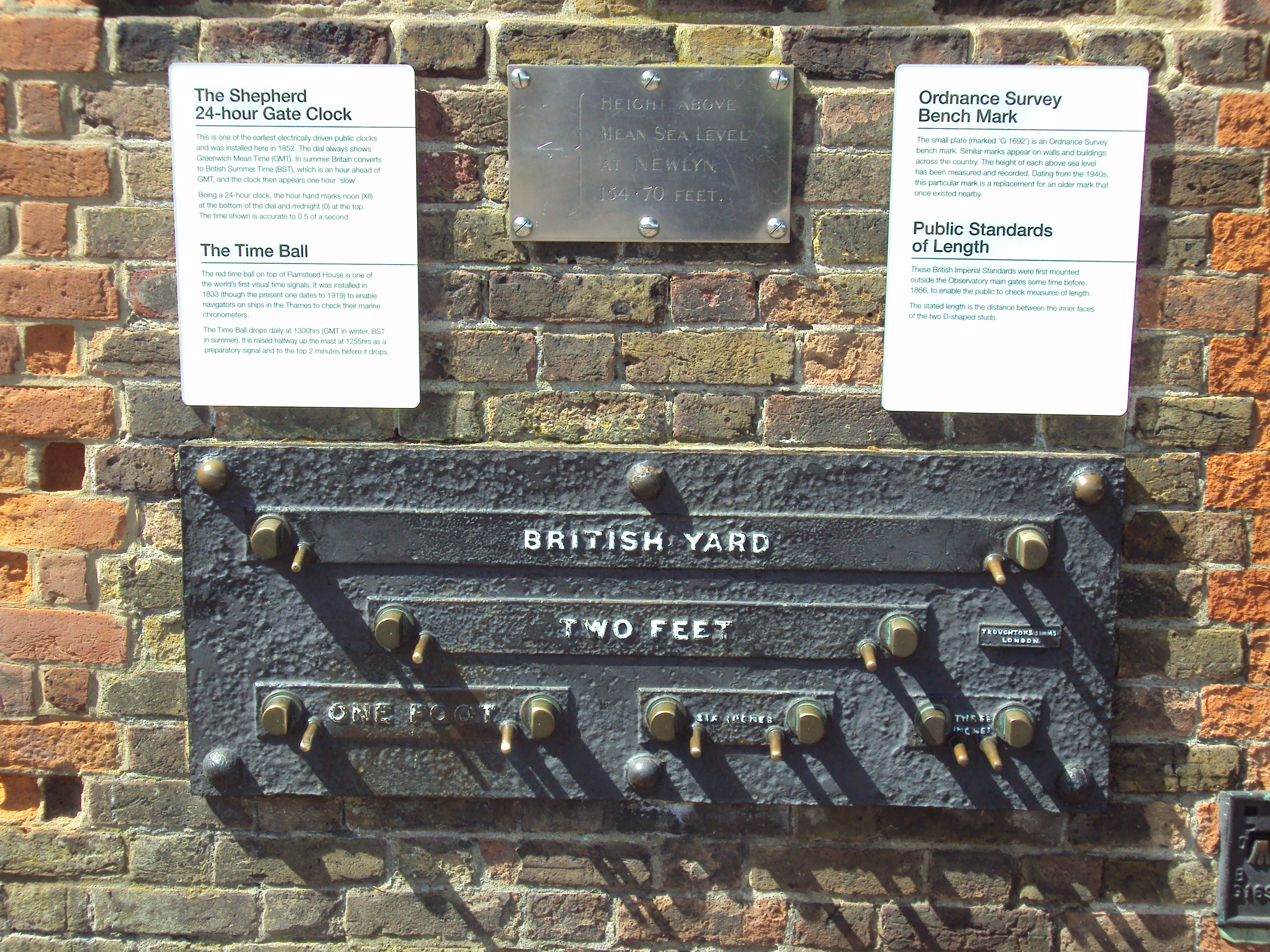
Estàndards públics a una paret de l'Observatori Reial de Greenwich. Hi ha marcades les longituds d'una iarda, dos peus, un peu, sis polzades (1/2 peu) i tres polzades (1/4 peu).

- Estàndards públics a una paret de l'Observatori Reial de Greenwich. Hi ha marcades les longituds d'una iarda, dos peus, un peu, sis polzades (1/2 peu) i tres polzades (1/4 peu).1 polzada (Sistema Imperial d'Unitats) = 2,54 cm, segons un acord del 1958.[17]

### Obsoletes
- 1 polzada (Catalunya) = 24,44 mm.[18]
- 1 polzada (València) = 21,51 mm.[18]
- 1 polzada (Aragó) = 24,93 mm.[18]
- 1 polzada (Sistema castellà de la Pragmàtica de Felip II del 1568) = 23,22 mm.[19]
- 1 polzada (França) = 27,07 mm.[20]
- 1 polzada (Sistema Imperial d'Unitats) = 25,38 mm.[7]
- 1 polzada (Estats Units fins al 1959, 1 m/39,37) = 25,399 54 mm.[21][6]
- 1 polzada (Àustria) = 26,34 mm.[22]
- 1 polzada (Prússia) = 26,154 75 mm.[22]
- 1 polzada (Suïssa) = 25 mm.[22]
- 1 uncia (Sistema romà, pes monetalis = 296,2 mm)[3] = 24,67 mm.[23]

### Equivalències
- 1 vara / 1 iarda = 36 polzades.[24][5]
- 1 peu = 12 polzades.[24]
- 1 polzada = 12 línies.[24]
- 1 polzada = 144 punts (12 × 12, ja que 1 punt té 12 línies).[24]
- 1 polzada = 72 punts tipogràfics.[25]